# Cieciórki Włościańskie
Cieciórki Włościańskie (prononciation : [t͡ɕɛˈt͡ɕurki vwɔɕˈt͡ɕaɲskʲɛ]) est un village polonais de la gmina de Czerwonka dans le powiat de Maków de la voïvodie de Mazovie dans le centre-est de la Pologne.
Il se situe à environ 4 kilomètres au nord-ouest de Czerwonka (siège de la gmina), 9 kilomètres au nord-est de Maków Mazowiecki (siège du powiat) et à 80 kilomètres au nord de Varsovie (capitale de la Pologne).
Le village possède approximativement une population de 40 habitants en 2006.

## Histoire
De 1975 à 1998, le village appartenait administrativement à la voïvodie d'Ostrołęka.